# AMAZE
AMAZE（アメイズ）は、東京都のロックバンド。